# Y Cassiopeiae
Y Cassiopeiae är en pulserande variabel av Mira Ceti-typ i stjärnbilden Cassiopeja. 
Stjärnan varierar mellan magnitud +8,7 och 15,3 med en period av 413,48 dygn.